# Not the Same
Not the Same – singel australijskiego piosenkarza Sheldona Riley wydany 15 lutego 2022. Piosenkę skomponowali Sheldon Riley, Cam Nacson i Timi Temple. Utwór reprezentował Australię w 66. Konkursie Piosenki Eurowizji w Turynie (2022).

## Tło
Riley napisał tekst pod koniec 2015 roku. 
Mówiąc o utworze, stwierdził: 

To historia, o której nigdy nie sądziłem, że będę w stanie ją opowiedzieć. Napisana jest ze wspomnień dziecka, u którego w wieku sześciu lat zdiagnozowano zespół Aspergera, dorastając w mieszkaniu komunalnym, przenosząc się z domu do domu, nieświadomy swojej seksualności, w głęboko religijnej rodzinie. Wytyczona już ścieżka, której nigdy nie będę w stanie właściwie zrozumieć ani nawiązać z innymi ludźmi. Po napisaniu wysłałem sobie tekst na moje stare konto na Facebooku, ale wtedy był to bardziej wiersz, odzwierciedlający, jak daleko zaszedłem, ostatnio wyszedłem do mojej rodziny i czułem się tak wolny, by coraz częściej mówić, co myślę. każdego dnia. Zawsze łączyłem się z Darker Disney Animations, postaciami, które były postrzegane jako inne, złe, niezrozumiane i nie dano im szansy na wyjaśnienie części siebie, których ostatecznie nie mogą zmienić. Maleficent, Cruella DeVille, Ursula. To prawdopodobnie wyjaśnia moją mroczną estetykę... Piosenka jest naprawdę prezentem dla każdego, kto mógłby być na mojej pozycji, kiedy po raz pierwszy zakochałem się w Eurowizji. Niezależnie od płci, seksualności, rasy, sytuacji finansowej, traumy, koloru, wieku, kształtu czy rozmiaru. Nie jesteś taki sam, ale nie jesteś sam.

## Lista utworów
- Digital download[3]

1. „Not The Same” – 2:58

## Notowania
| Kraj      | Notowanie (2022)                                 | Najwyższa pozycja |
| --------- | ------------------------------------------------ | ----------------- |
| Australia | Australia Digital Tracks                         | 23                |
| Australia | Australian Independent Record Labels Association | 3                 |
| Litwa     | Singlų Top 100                                   | 47                |
| Szwecja   | Sverigetopplistan Heatseeker                     | 19                |